# Fleur de poison
Pour les articles homonymes, voir Poison Ivy.
Série
Fleur de poison 2 : Lily
(1996)
Pour plus de détails, voir Fiche technique et Distribution.
Fleur de poison (Poison Ivy) est un film américain réalisé par Katt Shea, sorti en 1992.

## Synopsis
Sylvie est une adolescente mal dans sa peau, entre un père qui travaille à la télévision et une mère qui se pense gravement malade. Elle se lie d'amitié avec une fille de son école qu'elle présente à son père comme s'appelant Ivy. Cette dernière gagne bientôt la confiance de ses parents et va peu à peu semer le trouble dans la famille.

## Fiche technique
- Titre français et québécois : Fleur de poison
- Titre original : Poison Ivy
- Réalisation : Katt Shea
- Scénario : Andy Ruben et Katt Shea, sur une histoire de Melissa Goddard
- Production : Andy Ruben
- Société de production et de distribution : New Line Cinema
- Photographie : Phedon Papamichael
- Budget : 3 000 000 $[1]
- Langue : anglais
- Musique : David Michael Frank
- Image : Phedon Papamichael
- Montage : Gina Mittelman
- Genre : thriller érotique
- Dates de sortie :
  - États-Unis : 8 mai 1992
  - France : 9 mars 1994 (uniquement en province[2]), août 1998 (video, VHS)
- Classifications : 
  - Classé R (Restricted) lors de sa sortie en salles aux États-Unis
  - Interdit aux moins de 12 ans lors de sa sortie en vidéo en France[3]

## Distribution
- Sara Gilbert (V.Q. : Johanne Léveillé) : Sylvie Cooper
- Drew Barrymore (V.Q. : Anne Bédard) : Ivy
- Tom Skerritt (V.Q. : Jean-Marie Moncelet) : Darryl Cooper
- Cheryl Ladd (V.Q. : Claudine Chatel) : Georgie Cooper
- Alan Stock (V.Q. : Pierre Auger) : Bob
- Jeanne Sakata (en) : Isabelle, la servante
- Charley Hayward (V.Q. : Benoit Rousseau) : Tiny
- Billy Kane (V.Q. : Jean Galtier) : James
- Lisa Passero : Lisa
- Lawrence Levy : Jeff
- Sandy Roth Ruben : Estelle
- Warren Burton : Max
- Leonardo DiCaprio : Un élève (figurant)

Source et légende : Version québécoise (V.Q.) sur Doublage Québec.

## Sortie et accueil

### Box-office
Le film connaît un échec commercial à sa sortie, ne rapportant que 1 829 804 $ de recettes à sa sortie aux États-Unis, malgré des « débuts prometteurs » la semaine de sa sortie selon Variety avec 162 700 $ engrangées sur vingt salles. Malgré la contre-performance en salles du film, Fleur de poison à commencé à prospérer et à devenir populaire grâce au marché de la vidéo et la télévision par câble, où il a fini par rapporter beaucoup d'argent au studio et a duré trois suites.

### Réception critique
Le film a fait ses débuts au Festival de Sundance où, selon le New York Times, les spectateurs ont été « soit ravis, soit insultés ». Au Festival international des réalisatrices de Seattle, cette idée a été perçue comme politiquement incorrecte . La réalisatrice Katt Shea a déclaré :
« J'ai toujours dit à New Line que ce serait différent de ce qu'ils pensaient. Je veux prouver qu'il est possible de faire un film qui soit vraiment artistique, qui soit une expression honnête qui vient de moi et qui puisse quand même être commercial. Je leur ai dit que je ne pouvais faire des films que pour moi-même. Je sais juste que si je l’aime vraiment, il y aura un marché pour cela. »
L'accueil à sa sortie est mitigée. Le site Rotten Tomatoes lui attribue un taux d'approbation de 39% sur la base de 33 avis et une moyenne de 4,7⁄10. Le consensus des critiques du site se lit comme suit, « Un thriller désagréable qui manque de conscience de soi pour diluer ses nuances sordides, Fleur de poison est susceptible de donner une éruption cutanée au public ». Sur Metacritic, il a un score de 51 sur 100 basé sur les avis de 24 critiques, indiquant des « avis mitigés ou moyens »,.
Dans sa critique, Variety a écrit : « Le suicide, les allusions au lesbiennes, les meurtres, les accidents mis en scène et tous les autres artifices mélodramatiques applicables sont impliqués. Les malheureux comédiens prennent tout cela très au sérieux, tandis que les aspects techniques sont vainement peaufinés ». Roger Ebert du Chicago Sun-Times lui a donné 2,5 sur 4 et a écrit que « Ici, le casting est tellement faux que rien ne fonctionne vraiment ».
Le personnage d'Ivy a été classé au sixième rang sur la liste des 26 meilleures «mauvaises filles» de tous les temps par Entertainment Weekly.

## Commentaires
Le film réunit une ex « Drôles de Dames », Cheryl Ladd qui interpréta le rôle de Kris Munroe dans la série télévisée Drôles de dames à la fin des années 1970, et une future « Drôles de Dames » , Drew Barrymore qui interprétera 8 ans plus tard le rôle de Dylan Sanders dans l'adaptation cinématographique Charlie et ses drôles de dames (2000).
Leonardo DiCaprio fait ici une très brève apparition, c'est l'un des élèves qui sortent de l'école juste après qu'Ivy achève le chien blessé, au début du film.
Plusieurs suites ont été réalisées :
- Fleur de poison 2 : Lily en 1996, avec Alyssa Milano.
- Fleur de poison 3 : La Dernière Séduction en 1997, avec Jaime Pressly, sorti directement en vidéo.
- Fleur de poison 4 : La Société secrète, téléfilm diffusé le 1er juillet 2008, avec Miriam McDonald.

## Récompenses et nominations
- 1992 : Nomination au Festival du film de Sundance pour le prix du Meilleur film.
- 1993 : Nomination aux Film Independent's Spirit Awards de Sara Gilbert pour le prix du Meilleur second rôle féminin.